# Saramech
Saramech (in armeno Սարամեջ?), nota anche come Saramej  è un comune di 1 207 abitanti (2008) della Provincia di Lori in Armenia.
Durante l'appartenenza all'Unione Sovietica si chiamava Chotur.